# Old Peter Mokaba Stadium
L'Old Peter Mokaba Stadium è uno stadio calcistico di Polokwane, in Sudafrica.
Inaugurato nel 1976, ha a capienza di 15 000 posti a sedere.

## Storia
Originariamente utilizzato come terreno di casa dal Ria Stars durante la loro esistenza, attualmente viene utilizzato dal Polokwane City.
Nel gennaio 2022 ha ospitato l'evento di celebrazione del 110º anniversario del Congresso Nazionale Africano.

## Denominazione
Originariamente fondato con il nome di Pietersburg Stadium, nel 2002 ha cambiato denominazione in Peter Mokaba Stadium dopo che la città di Pietersburg è stata rinominata in Polokwane.
Nel 2010 sempre a Polokwane, è stato costruito un altro impianto che avrebbe ospitato le partite della Coppa del Mondo 2010 disputata in Sudafrica.

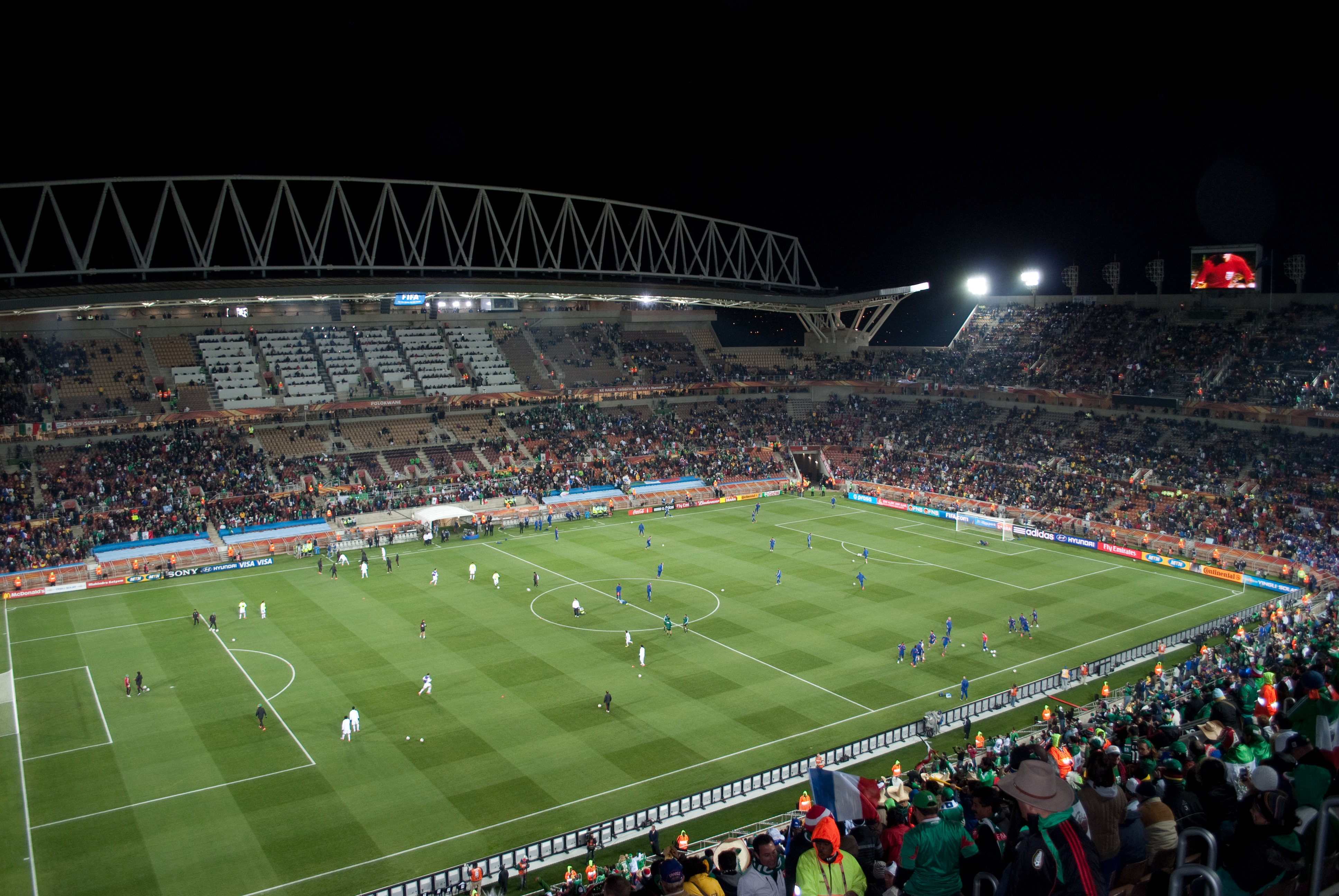
Una partita al nuovo Peter Mokaba Stadium.

Il nuovo impianto, di una capienza 3 volte superiore a quello preesistente, ha assunto la denominazione di Peter Mokaba Stadium, mentre l'impianto del 1976 è stato rimonominato in Old Peter Mokaba Stadium.